# نیکولای چیریپنین
نیکولای نیکولایوویچ چیریپنین (انگلیسی: Nikolai Tcherepnin؛ زاده ۱۵ مه ۱۸۷۳ – درگذشته ۲۶ ژوئن ۱۹۴۵) یک نوازنده پیانو، رهبر ارکستر، آهنگساز و مدرس موسیقی اهل روسیه بود. وی پدر نوازنده پیانو الکساندر چیریپنین بود.

## زندگی
نیکلای چرپنین در سال ۱۸۷۳ در خانواده‌ای سرشناس و ثروتمند به دنیا آمد. پدرش، که هم‌نام او بود، پزشک مشهوری بود که در محافل نخبه‌گرای هنری رفت‌وآمد داشت و با چهره‌هایی چون فئودور داستایفسکی و مودست موسورگسکی معاشرت می‌کرد. مادر نیکلای جوان زمانی که او هنوز نوزاد بود درگذشت، و پس از ازدواج دوباره پدرش، او ناپدری بی‌تفاوتی یافت. در دوران کودکی، پدرش به‌طور مرتب او را تنبیه می‌کرد و انضباطی سخت‌گیرانه در خانه حاکم بود.
به اصرار پدر، نیکلای ابتدا در رشته حقوق تحصیل کرد، اگرچه در همین دوره نیز به طور پیوسته آهنگسازی می‌کرد. او در سال ۱۸۹۵ مدرک حقوق خود را از دانشگاه دولتی سنت پترزبورگ گرفت. سپس در سال ۱۸۹۸، مدرک آهنگسازی خود را نزد نیکلای ریمسکی-کورساکف و مدرک نوازندگی پیانو را نزد ک. ک. فان-آرخ در کنسرواتوار سن پترزبورگ دریافت کرد. استعدادهای چشمگیر او، همراه با جایگاه اجتماعی بالای خانواده‌اش، برای او در سال ۱۸۹۹ شغلی به عنوان مدرس ارکستر در «کورت چَپل» (کلیسای سلطنتی) فراهم کرد. او شش سال در آن‌جا تدریس کرد و سپس به کنسرواتوار سن پترزبورگ بازگشت تا به تدریس در آن‌جا بپردازد. وی در دوره‌ای ۱۳ ساله (که از سال ۱۹۰۹ به عنوان استاد رسمی آغاز شد) در این کنسرواتوار، شاگردان برجسته‌ای را آموزش داد، از جمله سرگئی پروکفیف، الکساندر گائوک، یوری شاپورین و لازار سامینسکی.